# Little Salmon Bay
Die Little Salmon Bay (deutsch: kleine Bucht der Lachse) ist eine Bucht auf Rottnest Island im australischen Bundesstaat Western Australia. 

## Geografie
Die Little Salmon Bay ist die südlichste Bucht auf Rottnest Island. Sie ist 120 Meter breit und öffnet sich nach Süden. Östlich der Bucht liegt Parker Point und westlich der Salmon Point. 270 Meter südlich liegt der Felsen Parker Rock im Wasser. Die Kliffe rund um die Bucht sind aus Kalkstein.
Obwohl der Strand der Bucht nur 30 Meter breit ist, ist er einer der beliebtesten Schnorchelstrände der Insel.